# لی سه یول
لی سه یول (کره‌ای: 이세열؛ زادهٔ ۱۵ اکتبر ۱۹۹۰) کشتی‌گیر اهل کره جنوبی است. وی در عضویت تیم ملی ژاپن رقابت می‌کند.
از دستاوردهای وی می‌توان به کسب دو مدال نقره در بازی‌های آسیایی ۲۰۱۰ و بازی‌های آسیایی ۲۰۱۴ اشاره کرد.